# Sikorsky VS-44
Sikorsky VS-44 – amerykańska łódź latająca konstrukcji Sikorsky Aircraft zaprojektowana w połowie lat 30. XX wieku. Maszyna pierwotnie przeznaczona była dla United States Navy jednak z czterech wybudowanych egzemplarzy, trzy znalazły zastosowanie cywilne.

## Historia

### Geneza
Do połowy lat 30. XX wieku w lotnictwie amerykańskiej marynarki wśród samolotów patrolowych dominowały dwusilnikowe latające łodzie. Tego typu konstrukcja spełniała wszystkie oczekiwania US Navy. Dwusilnikowe maszyny, przy ograniczonych funduszach przyznawanych przez Kongres na rzecz sił zbrojnych przed wybuchem II wojny światowej, były tanie w produkcji i eksploatacji. Dzięki swojej konstrukcji mogąc startować i lądować na wodzie, nie wymagały skomplikowanej infrastruktury lotniskowej. Brak podwozia automatycznie zmniejszał masę całej konstrukcji, a tym samym wpływał na jej zasięg. Konstruowano je w taki sposób, aby obok zadań patrolowych mogły również wypełniać zadania ofensywne. Na swoim pokładzie mogły przenosić ograniczony ładunek bombowy. Pozycje dwusilnikowych latających łodzi umocnił sukces, jaki odniósł samolot Consolidated PBY Catalina. Była to na tyle udana konstrukcja, iż wyprodukowano ponad 3000 egzemplarzy, oczywiście duże znaczenie na tak masową produkcję miały wyzwania, przed jakimi stanęła marynarka w obliczu wojny prowadzonej na dwóch oceanach. Pogląd na to, jak mają wyglądać patrolowe łodzie patrolowe, uległ zmianie za sprawą brytyjskiej konstrukcji Short Sunderland. W 1933 roku brytyjskie Ministerstwo Lotnicze (Air Ministry) wydało specyfikację techniczną, opisującą warunki, jakie musi spełnić nowa czterosilnikowa łódź latająca. Cztery silniki miały znacząco zwiększyć zasięg samolotu, jego udźwig (a tym samym ilość przenoszonego uzbrojenia), umożliwiając mu prowadzenie kilkugodzinnych misji nad wielkimi obszarami Atlantyku i Pacyfiku. Taką samą drogą postanowiła pójść amerykańska marynarka w 1935 roku, podejmując decyzję o zastąpieniu PBY większym, czterosilnikowym samolotem. Było to tym bardziej uzasadnione, iż w drugiej połowie lat 30. fundusze na unowocześnienie i rozbudowę marynarki zaczęły płynąć coraz szerzej.

### Projekt
Ogłoszono konkurs, który miał wyłonić przyszłego producenta nowego samolotu. W konkursie wzięły udział Glen L. Martin, Consolidated Aircraft i Sikorsky Aircraft. Sikorsky przedstawił projekt górnopłatu z pojedynczym usterzeniem pionowym i stałymi pływakami stabilizującymi. Uzbrojenie strzeleckie zostało umieszczone w dwóch obrotowych wieżyczkach z przodu i z tyłu kadłuba oraz dwóch stanowiskach bocznych. Konstrukcja była pierwszym amerykańskim samolotem z obrotową wieżyczką z tyłu kadłuba. Projekt, jaki przedstawił Sikorsky, został zamówiony do realizacji 29 czerwca 1935 roku. Samolot otrzymał oznaczenie XPBS-1 i numer fabryczny 9995. 9 września 1937 roku maszyna wzniosła się do swojego pierwszego lotu, a rok później rozpoczęto jej próby prowadzone pod nadzorem National Advisory Committee for Aeronautics (NACA). W powietrzu maszyna zachowywała się bardzo poprawnie, a to dzięki starannemu wyprofilowaniu płatowca pod kątem stawiania jak najmniejszego oporu aerodynamicznego. Problemy zaczynały się na wodzie. Wada konstrukcyjna, jaką obciążony był spód kadłuba zadecydowała o tym, iż do produkcji seryjnej skierowana została konstrukcja konkurencyjna. W 1939 roku jedyny istniejący XPBS-1 został przejęty przez US Navy. Najpierw znalazł się na stanie Patrol Wing Five w Norfolk (Wirginia), aby następnie zostać przeniesionym do Patrol Wing Two w Pearl Harbor. W 1940 roku maszyna znalazła się na stanie transportowego dywizjonu VR-2 w Naval Air Station Alameda w Kalifornii. W dywizjonie samolot pełnił funkcję maszyny do przewozu szczególnie ważnych osobistości. Jedną z nich był admirał Chester Nimitz, który znalazł się na pokładzie samolotu 30 czerwca 1942 roku. Tego dnia podczas lądowania w Zatoce San Francisco maszyna uderzyła w podwodną przeszkodę i zatonęła. Katastrofy nie przeżył jeden z członków załogi, porucznik Thomas Roscoe, a admirał został lekko ranny. Marynarka rozważała jeszcze budowę 150 maszyn w wersji transportowej, ale zrezygnowano z tego pomysłu.

## Służba cywilna

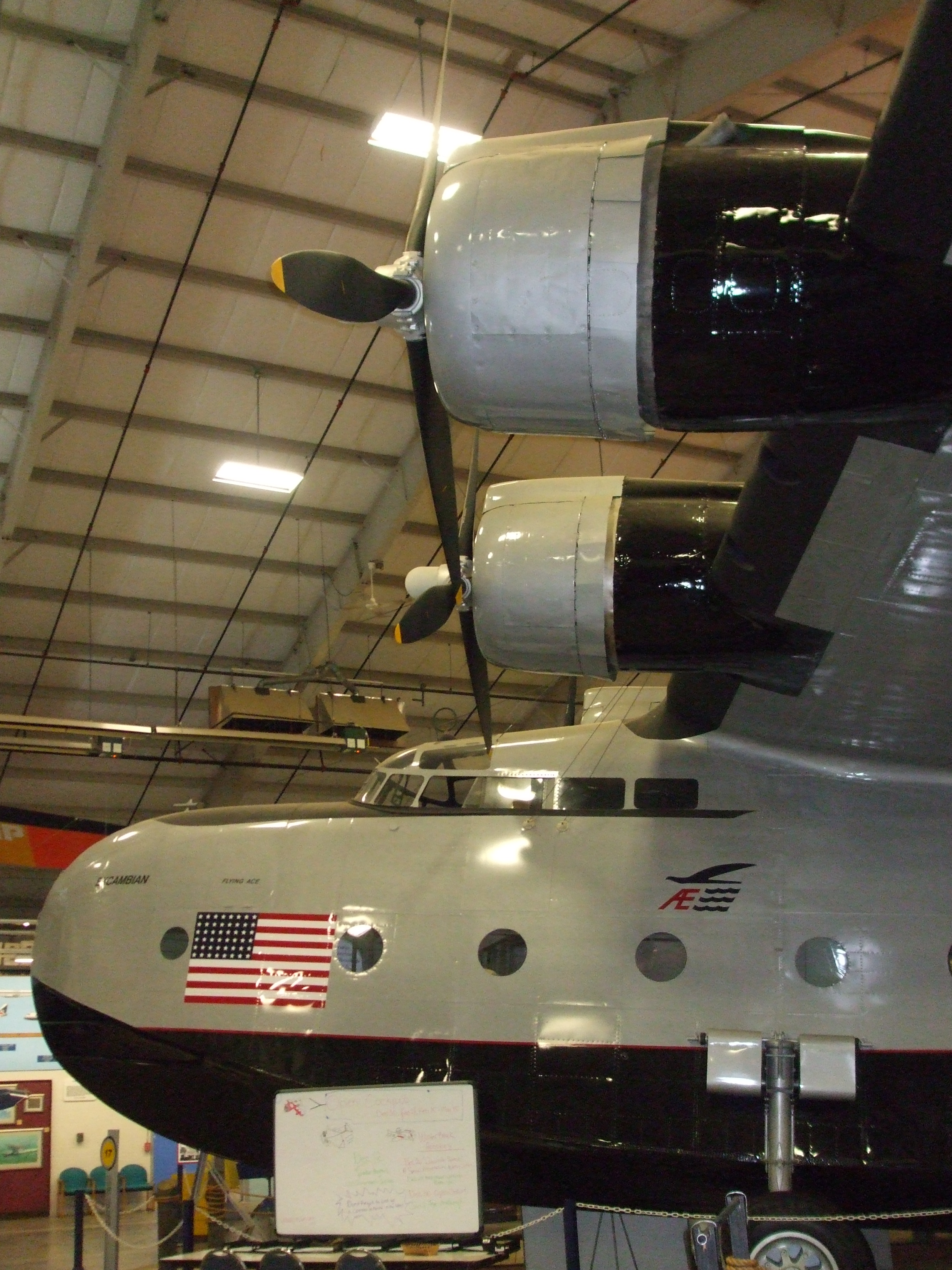
VS-44 Excalibur w New England Air Museum

Pomimo fiaska projektu w służbie w marynarce samolotem zainteresował się prywatny przewoźnik. American Export Airlines (AEA) zamówiła trzy samoloty konstrukcji Sikorskiego, które otrzymały oznaczenie VS-44A i nazwy własne Excalibur (NX41880, a później NC41880), Excambrian (NC41881) i Exeter (NC41882). Samoloty mogły zabierać na pokład co najmniej 40 pasażerów, napędzane były czterema silnikami Pratt & Whitney R-1830 Twin Wasp. Maszyny zostały dostarczone do odbiorcy w 1942 roku, pierwszy z nich 10 lutego, a ostatni 23 czerwca. W trakcie wojny maszyny zostały zmobilizowane i przyznano im numery od 12390 do 12392 oraz oznaczenie JR2S-1. Wszystkie trzy samoloty realizowały loty na trasie Nowy Jork - Foynes w Irlandii. 3 października 1942 roku utracono Excalibura, który rozbił się podczas startu w Botwood na Nowej Fundlandii. Zginęło sześciu pasażerów i pięciu członków załogi. Po zakończeniu wojny dwa pozostałe samoloty nadal wykonywały loty łączące Stany Zjednoczone z Europą, ale pod szyldem American Overseas Airlines (taką nazwę przyjął po wojnie AEA). W 1946 roku Exeter został sprzedany do Urugwaju, gdzie latał z rejestracją CX-AIR. Tam 15 sierpnia 1947 roku rozbiła się w ujściu La Plata pochodząc do lądowania. Zginęło czterech członków załogi. W 1949 roku American Overseas Airlines sprzedał Excambriana liniom Tampico Airlines. Maszyna miała być wykorzystywana do przewozu ładunków w dorzeczu Amazonki, jednak ostatecznie skończyła jako opuszczony wrak w Peru. Pod koniec lat 50. XX wieku samolot został sprowadzony do Kalifornii i po wyremontowaniu rozpoczął loty w barwach linii Avalon Air Transport (znanej w późniejszym okresie jako Catalina Air Lines). Kalifornijski przewoźnik wykorzystywał flotę wodnosamolotów do przewozu turystów głównie na wyspę Catalina Island, jak również do innych lokacji w Kalifornii. W 1967 roku Avalon Air Transport sprzedała samolot liniom Antilles Air Boats, które zaczęły wykorzystywać maszynę do lotów na Karaiby. 3 stycznia 1969 roku samolot uległ poważnej awarii wpływając na skały podczas manewrowania na wodach u wybrzeży Charlotte Amalie. Uszkodzenia, jakich doznał samolot, były na tyle duże, iż nie przywrócono go do stanu lotnego, ale przekształcono w punkt gastronomiczny. W 1976 roku maszyna została przekazana National Museum of Naval Aviation. Po trwającej dziesięć lat renowacji samolot można oglądać w New England Air Museum mieszczącym się na lotnisku Bradley.